# Anthony Gerrard
Pour les articles homonymes, voir Gerrard.
Anthony Gerrard, né le 6 février 1986 à Huyton (Liverpool), est un footballeur anglo-irlandais qui évolue au poste de défenseur à Carlisle United.

## Biographie

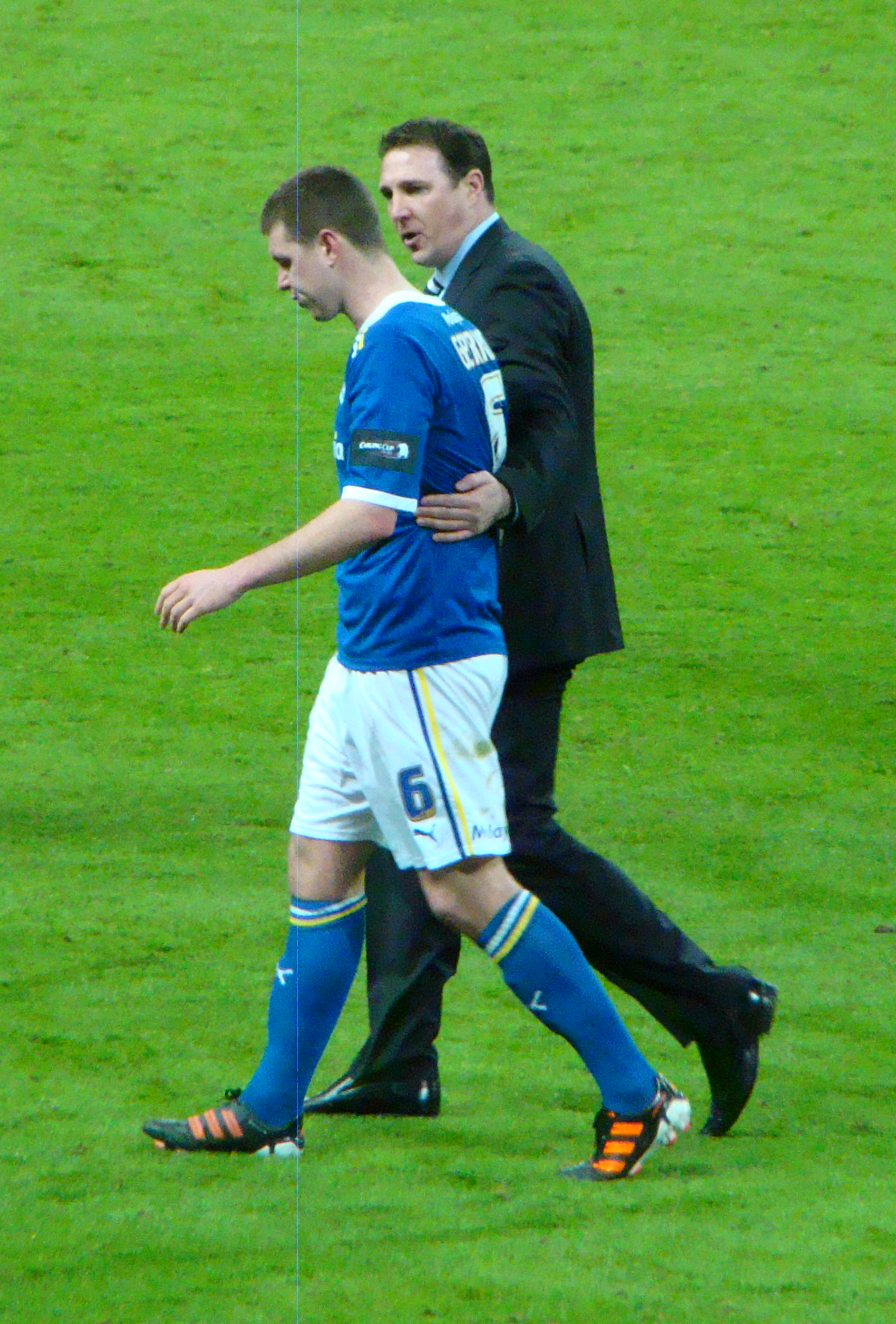
Malcolm Mackay console Gerrard après son pénalty manqué en finale de Carling Cup le 26 février 2012.

Cousin du footballeur Steven Gerrard, Anthony Gerrard est, comme lui, un admirateur de l'international bulgare Hristo Stoichkov et, enfant, prétendait être bulgare et imitait son idole lorsque tous deux jouaient ensemble dans le jardin de leur grand-mère à Huyton, dans la banlieue de Liverpool.
Devenu joueur professionnel, il est prêté à Hull City durant toute la saison 2010-2011 où il s'impose et est élu, à la fin de la saison, meilleur joueur de l'équipe. À son retour de prêt, il profite d'un changement d'entraîneur à Cardiff City pour être davantage utilisé. Il constitue même, au début de la saison, le choix numéro un de Malcolm Mackay pour être aligné en défense centrale aux côtés de Mark Hudson. Mais, le dernier jour du mercato, le 31 août 2011, le recrutement de Ben Turner le met en concurrence avec le défenseur anglais, ce qui amène Gerrard, quelques jours plus tard, à déclarer compter se battre et s'imposer.
Le 26 février 2012, il prend part à la finale de coupe de la Ligue anglaise de football, qui oppose Cardiff City à Liverpool au stade de Wembley devant près de 90 000 spectateurs, match que remporte Liverpool aux tirs au but. Durant ce match, il entre à la 99e minute et joue contre Steven Gerrard, titulaire toute la durée de la rencontre. Il se distingue aussi lors de cette finale en étant le dernier tireur de pénalty de l'équipe à échouer dans sa tentative, permettant ainsi à Liverpool de s'imposer. Anéanti, il présente des excuses publiques aux supporters le lendemain par ces mots : « Pardon à tous ! Je n'arrive pas à fermer les yeux sans revoir ce pénalty. Ça va me hanter pour le reste de mes jours. »
Peu utilisé durant la saison (seulement 20 matchs de championnat), Gerrard est mis à l'écart du groupe durant l'intersaison. Alors que l'équipe part se préparer en Suisse durant le mois de juillet, le joueur n'est pas retenu pour être du voyage.
Le 8 août 2012, Gerrard signe un contrat de trois ans en faveur d'Huddersfield Town.
Le 19 mars 2015 il est prêté à Oldham Athletic .
Le 9 août il rejoint Carlisle United.

## Carrière internationale
Bien que né en Angleterre, Anthony Gerrard peut prétendre à jouer pour la sélection d'Irlande du fait qu'une de ses grands-mères était irlandaise. C'est pour cette raison qu'il est sélectionné dans l'équipe des moins de 18 ans. En mai 2011, ses problèmes administratifs liés à une éventuelle sélection sous le maillot vert chez les professionnels sont levés et Gerrard se voit autorisé à faire partie de l'équipe si son sélectionneur Giovanni Trapattoni faisait appel à lui.

## Palmarès

### En club
- Cardiff City
  - Finaliste de la League Cup en 2012.

### Distinctions personnelles
Au début de la saison 2010-2011, Gerrard est prêté jusqu'en mai 2011 au club de Hull City. Ses prestations sont remarquées au point qu'il est élu meilleur joueur de l'équipe. La saison suivante, il est naturellement réintégré dans l'équipe de Cardiff et devient titulaire.

## Statistiques
| Saison      | Club         | Pays         | Championnat        | Coupes nationales | Coupes continentales |
| ----------- | ------------ | ------------ | ------------------ | ----------------- | -------------------- |
| 2004 - 2005 | Accrington   | Conference   | 5 matchs           | 1 match           | -                    |
| 2004 - 2005 | Walsall      | League One   | 8 matchs           | -                 | -                    |
| 2005 - 2006 | Walsall      | League One   | 34 matchs          | 7 matchs          | -                    |
| 2006 - 2007 | Walsall      | League Two   | 35 matchs / 1 but  | 2 matchs          | -                    |
| 2007 - 2008 | Walsall      | League One   | 44 matchs / 3 buts | 6 matchs          | -                    |
| 2008 - 2009 | Walsall      | League One   | 42 matchs / 3 buts | 4 matchs          | -                    |
| 2009 - 2010 | Cardiff City | Championship | 40 matchs / 2 buts | 7 matchs          | -                    |
| 2010 - 2011 | Cardiff City | Championship | -                  | 2 matchs          | -                    |
| 2010 - 2011 | Hull City    | Championship | 39 matchs / 5 buts | 1 match           | -                    |
| 2011 - 2012 | Cardiff City | Championship | 20 matchs / 1 but  | 5 matchs / 1 but  | -                    |

Dernière mise à jour : 27 février 2012